# George Eden, 1. jarl af Auckland
George Eden, 1. Jarl af Auckland (25. august 1784-1. januar 1849) var en britisk statsmand, søn af William Eden, 1. baron Auckland.
Auckland valgtes 1810 til underhuset og arvede 1814 sæde i overhuset, hvor han trofast støttede whigerne. Han blev derfor november 1830 handelsminister under Jarl Grey indtil april 1834 og derefter første admiralitetslord under Melbourne; var februar 1836-marts 1842 generalguvernør i Indien. Han påførte 1838 Afghanistan krig og blev efter de første sejre forfremmet til jarl 1839, men led senere afgjort nederlag. Alligevel blev han juli 1846 på ny minister for flåden indtil sin død.